# .ec
.ec ist die länderspezifische Top-Level-Domain (ccTLD) Ecuadors. Sie wurde am 1. Februar 1991 eingeführt und wird vom ortsansässigen Unternehmen NICEC S.A. verwaltet.

## Eigenschaften
Jede natürliche oder juristische Person darf eine .ec-Domain registrieren, ein Wohnsitz oder eine Niederlassung im Land sind nicht erforderlich. Verboten sind lediglich solche Domains, die gegen die allgemeinen Moralvorstellungen Ecuadors verstoßen, beispielsweise aus dem pornografischen Bereich. Es gibt zahlreiche Second-Level-Domains, die nur von bestimmten Inhabern genutzt werden dürfen:
- .com.ec kommerzielle Unternehmen
- .info.ec allgemeine Informationen
- .net.ec Provider und Internetfirmen
- .fin.ec Finanzunternehmen
- .med.ec medizinische Einrichtungen
- .pro.ec Richter, Architekten und ähnliche
- .org.ec gemeinnützige Organisationen
- .edu.ec Bildungseinrichtungen
- .gob.ec Regierung Ecuadors
- .mil.ec Ecuadors Militär

Die Endung .gob.ec ersetzte im Juli 2010 die vorher verwendete Endung .gov.ec Trotz der freien Verfügbarkeit spielt .ec international eine vergleichsweise kleine Rolle; der teuerste jemals bekannt gewordene Verkauf einer .ec-Domain betraf casino.ec im Jahr 2007.